# Куча щебня
«Ку́ча ще́бня» (калька с англ. rubble pile; встречаются также переводы «куча обломков», «куча камней», «куча валунов» и другие по смыслу) — термин в астрономии и планетологии, обозначающий астрономические объекты, представляющие собой не монолиты, а рыхлые конгломерации обломков, удерживаемые вместе собственным притяжением.
Подобные объекты могут возникнуть, когда спутник или астероид (изначально цельный) сталкивается с другим объектом и полностью или частично разрушается. Часть обломков, выброшенных при столкновении, за время от нескольких часов до недель может собраться обратно и оставаться вместе под воздействием собственного притяжения.